# El Clan (película)
El Clan es un thriller político  argentino de 2015, dirigido por Pablo Trapero, producido por K&S Films y protagonizado por Guillermo Francella y Peter Lanzani. La historia está basada en el caso policial del Clan Puccio, que conmovió a la sociedad argentina a comienzos de los años 80. La película hizo su aparición en cartelera el 13 de agosto del mismo año.
Con poco más de quinientas mil entradas vendidas, se convirtió en la cinta más exitosa en su primer fin de semana en la historia del cine argentino, superando a Relatos salvajes, que había conseguido vender cuatrocientas cincuenta mil entradas en 2014.
La película participó en la sección oficial de la edición número 72 del Festival de Venecia. Además se presentó en el Festival de Toronto 2015 y en el Festival de San Sebastián 2017. También fue la representante de Argentina en la última edición de los Premios Óscar, otorgándole a su director la tercera oportunidad de representar a dicho país.
Ganó el premio Goya a la mejor película iberoamericana 2018.

## Argumento
Los Puccio son una típica familia del tradicional barrio de San Isidro con aspiraciones a pertenecer a clase alta. Con el fin de la guerra de las Malvinas a mediados de 1982, Arquímedes Puccio (Guillermo Francella), el patriarca de la familia, que trabajaba en el Servicio de Inteligencia del Estado, pasa a ser mano de obra desocupada, por lo que decide emprender un negocio criminal de secuestros extorsivos a empresarios. Alejandro Puccio (Peter Lanzani), el hijo mayor, estrella de un club de rugby y jugador de la selección de rugby de Argentina, se somete a la voluntad de su padre para identificar posibles candidatos y se sirve de su popularidad para no levantar sospechas. Una de las características del clan criminal es que los secuestrados son llevados y mantenidos prisioneros en la mismísima casa de los Puccio y, luego de cobrado el rescate, son ejecutados.
La primera víctima es Ricardo Manoukian, amigo de Alejandro, lo que le genera cierto grado de culpa cuando es asesinado. Con los beneficios económicos obtenidos del rescate, los Puccio mejoran su situación económica y reemplazan a principios de 1983 su rotisería familiar por un exitoso local de artículos de windsurf, donde Alejandro conoce a Mónica, quien se convertiría en su novia. 
Un hombre, Gustavo Contenpomi, furioso por fallar en un negocio del empresario Florencio Aulet, contacta con el Clan, que secuestra al hijo de Aulet, Eduardo, otro conocido de Alejandro. Los Aulet pagan el rescate, pero Eduardo ya fue asesinado y su cuerpo desaparece.
En diciembre de 1983, con el retorno de la democracia, Arquímedes visita en la cárcel al militar Aníbal Gordon —con quien había participado en 1973 en el secuestro de un empresario de Bonafide— y le consulta sobre cómo continuar con el accionar del Clan ante el nuevo panorama político. Gordon le encomienda buscar nuevos clientes relacionados con el Proceso de Reorganización Nacional, aprovechando el desprestigio de los militares, y que aún cuenta con protección ya que las fuerzas armadas aún tienen poder.
Alejandro acompaña a su hermano menor, Guillermo (Franco Masini), al aeropuerto ya que parte al exterior en un viaje deportivo. Antes de irse, Guillermo le confiesa que no va a volver ya que sabe a qué se dedica su padre, tiene miedo y le recomienda huir cuanto antes. Alejandro decide no acompañar a su padre en el secuestro de otro empresario, Emilio Naum, lo que provoca que el plan fracase y Naum sea asesinado tras advertir la maniobra de Arquímedes y resistirse al secuestro.
Para reconciliarse con su padre, Alejandro viaja al exterior a convencer a su otro hermano, Daniel «Maguila» Puccio, de volver a la Argentina e integrarse al Clan. La alegría por el regreso de Maguila no es completa, ya que hace más de un año que nadie sabe del paradero de Guillermo. 
Ya en 1985, el Clan secuestra a la empresaria Nélida Bollini de Prado y la mantienen prisionera en el sótano de la casa por más de un mes. Las cosas no van según lo planeado: las negociaciones por el rescate fracasan; Adriana —la hija menor de la familia— advierte los gritos que provienen del sótano; y Arquímedes recibe una llamada de sus superiores militares advirtiéndole que ya no goza de protección, por lo que se mantiene alerta y vigilante, barriendo la vereda de la casa durante altas horas de la noche.
En agosto de 1985, cuando Arquímedes y Maguila van a cobrar el rescate en una estación de servicio, son detenidos por la policía, quien luego irrumpe en la casa de los Puccio, liberando a la secuestrada y arrestando a toda la familia, con excepción de Adriana que es menor. El caso toma gran repercusión mediática, denominándolo como «el Clan Puccio». Las pruebas contra Arquímedes son contundentes, aunque éste no reconoce su responsabilidad en los hechos y afirma haber actuado bajo presión política. A pesar de que sus compañeros de rugby y Mónica creen en su inocencia, Alejandro no puede soportar la presión, y tras golpear a su padre —provocada por Arquímedes para prestar declaración falsa, y donde Alejandro lo responsabiliza de haberle arruinado la vida— se intenta suicidar arrojándose del edificio de tribunales mientras iba a prestar declaración.
La película termina con un texto contando qué fue del destino de la familia: Alejandro sobrevive a su intento de suicidio, y en prisión intentaría suicidarse cuatro veces más. Le pide a Mónica que deje de visitarlo y rehaga su vida. Y muere en 2008. Maguila, por su parte, nunca cumplió su condena ya que se fugó —se cree que a Brasil, Australia o Nueva Zelanda— y en 2013 volvió a Argentina, obteniendo el certificado de prescripción de la causa.
Guillermo nunca fue relacionado con los hechos. Nunca volvió a Argentina y su paradero es desconocido.
Epifanía estuvo en prisión pero fue liberada por falta de mérito. A Silvia tampoco se le adjudicó responsabilidad, y murió de cáncer a los 52 años. Adriana era menor cuando sucedieron los hechos. Se cambió el apellido y vivió con sus tíos maternos antes de volver a vivir con su madre. 
Arquímedes fue condenado a reclusión perpetua más accesoria por tiempo indeterminado, pero fue beneficiado por el 2x1 y recuperó su libertad en 2008. En prisión estudió y ejerció Abogacía. Murió en 2013 en La Pampa, ningún familiar reclamó su cuerpo y fue enterrado en una fosa común.

## Temática y producción general
La idea de hacer una película sobre los Puccio surgió, en palabras de Trapero, «desde el momento en que empecé a estudiar cine». 
La filmación de la película se llevó a cabo entre fines de 2014 y principios de 2015. Al respecto el director dijo: «Es una película que para mí fue un desafío muy grande. Con un rodaje que se hizo en varias etapas. Un poco por los compromisos de todos y otro por los lugares donde había que filmar. Filmamos el año pasado, en enero, en febrero. Fuimos filmando por etapas. La post-producción también fue muy larga por la complejidad de una historia con tantos personajes».
Para la confección del guion, el director, también guionista, realizó una extensa investigación que se vio limitada por la escasez de información de los medios tradicionales (diarios de la época). Es por eso que gran parte de la historia fue suministrada sobre la base de testimonios de «amigos y de parte de la familia que se animó a hablar».
Cabe aclarar que, debido al extenso período de producción, la película perdió la oportunidad de participar en el festival de Cannes.

## Reparto
- Guillermo Francella es Arquímedes Puccio
- Peter Lanzani es Alejandro "Alex" Puccio
- Lili Popovich es Epifanía Ángeles Calvo de Puccio
- Gastón Cocchiarale es Daniel Arquímedes "Maguila" Puccio
- Giselle Motta es Silvia Inés Puccio
- Franco Masini es Guillermo J. Puccio
- Antonia Bengoechea es Adriana Claudia Puccio
- Stefanía Koessl es Mónica Sörvick
- Joaquín Berthold es Caña Varela
- Luis Armesto es Guillermo Fernández Laborda
- Pablo Caramelo es Roberto Díaz
- Francisco Donovan es Ricardo Manoukian
- Juan Santiago Privitera es Eduardo Aulet
- Jesús Berenguer es Gustavo Contepomi
- Adolfo Allende es Florencio Aulet
- Martín Tecchi es Emilio Naum
- María Nydia Ursi es Nelida Bollini de Prado
- Fernando Miró es Aníbal Gordon
- Tomás de las Heras es Benito
- Aníbal Barengo es Basualdo
- Aldo Onofri es Ordóñez
- Juan Cruz Márquez de la Serna es Oveja Gonzalo
- Fabio Aste es Secretario del Comodoro
- Gabo Correa es Juez

## Recepción
La película, protagonizada por Guillermo Francella, contó con una inversión excepcional en publicidad que rondó los cuatro millones de pesos argentinos. Con este despliegue publicitario, la cinta se aseguraba el estreno en 250 salas del país. Había grandes expectativas, pero los resultados en taquilla las superaron: fueron excepcionales y sin precedentes para una película nacional. El clan se estrenó el 13 de agosto en 261 salas con una asistencia de 72 613 espectadores, y se convirtió así en la película argentina no animada más convocante en su día de estreno. Para el fin de semana el número de salas se había ampliado a 324, con una cifra estimada de 505 000 entradas cortadas; de este modo rompió otro récord: el fin de semana más taquillero para una película argentina en la historia, ya que superó a Relatos salvajes, que había logrado en el mismo período casi 450 000 localidades. Aprovechando que el estreno coincidió con un feriado nacional, el lunes la película atrajo a otras 162 420 personas y totalizó 667 420 espectadores. Después de seis días de haberse estrenado, Pablo Trapero (director) logró superar su película más taquillera Elefante blanco, la cual había conseguido vender 760 000 entradas contra las 810 000 de El clan. Más tarde llegaría al millón de espectadores logrando otro récord: la película argentina que tardó menos tiempo en llegar a esa marca, con dos días de diferencia del récord también ostentado por Relatos salvajes (a la cinta de Trapero le llevó 9 días) A fecha del 10 de octubre de 2015, la película ha sido vista por 2.613.461 espectadores. El DVD de la película fue el tercero más vendido en Yenny y El Ateneo durante el período del 5 de septiembre de 2016 al 11 del mismo mes y año.

## Fechas de estreno
| Fechas de estreno (Fuente: IMDb) |                |                  |
| Año                              | País           | Fecha            |
| 2015                             | Argentina      | 13 de agosto     |
| 2015                             | Uruguay        | 24 de septiembre |
| 2015                             | Puerto Rico    | 8 de octubre     |
| 2015                             | Venezuela      | 6 de noviembre   |
| 2015                             | España         | 13 de noviembre  |
| 2015                             | Brasil         | 10 de diciembre  |
| 2017                             | Francia        | 10 de febrero    |
| 2017                             | Alemania       | 3 de marzo       |
| 2017                             | Estados Unidos | 18 de marzo      |
| 2017                             | Suecia         | 8 de abril       |
| 2017                             | Países Bajos   | 14 de abril      |
| 2017                             | Reino Unido    | 27 de mayo       |
| 2017                             | Italia         | 23 de junio      |

## Premios y nominaciones
El 28 de septiembre de 2015, la película resultó la elegida por la Academia de Artes y Ciencias Cinematográficas de la Argentina, para representar a dicho país en los Premios Óscar en la categoría Mejor película de habla no inglesa. Resultó ganadora en la categoría de Mejor película iberoamericana de los Premios Goya otorgados por la Academia de España.
| Premio                  | Fecha de entrega        | Categoría                          | Nominados                                 | Resultado | Ref.   |
| ----------------------- | ----------------------- | ---------------------------------- | ----------------------------------------- | --------- | ------ |
| Premios Cóndor de Plata | 3 de octubre de 2016    | Mejor película                     | Mejor película                            | Nominado  | [ 22 ] |
| Premios Cóndor de Plata | 3 de octubre de 2016    | Mejor director                     | Pablo Trapero                             | Nominado  | [ 22 ] |
| Premios Cóndor de Plata | 3 de octubre de 2016    | Mejor actor                        | Guillermo Francella                       | Nominado  | [ 22 ] |
| Premios Cóndor de Plata | 3 de octubre de 2016    | Revelación masculina               | Peter Lanzani                             | Ganador   | [ 22 ] |
| Premios Cóndor de Plata | 3 de octubre de 2016    | Mejor fotografía                   | Julián Apezteguía                         | Nominado  | [ 22 ] |
| Premios Cóndor de Plata | 3 de octubre de 2016    | Mejor montaje                      | Pablo Trapero y Alejandro Carrillo Penovi | Ganador   | [ 22 ] |
| Premios Cóndor de Plata | 3 de octubre de 2016    | Mejor dirección de arte            | Sebastián Orgambide                       | Nominado  | [ 22 ] |
| Premios Cóndor de Plata | 3 de octubre de 2016    | Mejor diseño de vestuario          | Julio Suárez                              | Nominado  | [ 22 ] |
| Premios Cóndor de Plata | 3 de octubre de 2016    | Mejor maquillaje y caracterización | Araceli Farace                            | Nominado  | [ 22 ] |
| Premios Cóndor de Plata | 3 de octubre de 2016    | Mejor sonido                       | Leandro de Loredo y Vicente D'Elia        | Nominado  | [ 22 ] |
| Premios Goya            | 6 de febrero de 2016    | Mejor película iberoamericana      | Mejor película iberoamericana             | Ganadora  | [ 23 ] |
| Premios Sur             | 24 de noviembre de 2015 | Mejor película                     | Mejor película                            | Nominada  | [ 24 ] |
| Premios Sur             | 24 de noviembre de 2015 | Mejor dirección                    | Pablo Trapero                             | Nominado  | [ 24 ] |
| Premios Sur             | 24 de noviembre de 2015 | Mejor actor                        | Guillermo Francella                       | Nominado  | [ 24 ] |
| Premios Sur             | 24 de noviembre de 2015 | Mejor actor                        | Peter Lanzani                             | Nominado  | [ 24 ] |
| Premios Sur             | 24 de noviembre de 2015 | Mejor actriz de reparto            | Lili Popovich                             | Nominada  | [ 24 ] |
| Premios Sur             | 24 de noviembre de 2015 | Mejor actor revelación             | Peter Lanzani                             | Ganador   | [ 24 ] |
| Premios Sur             | 24 de noviembre de 2015 | Mejor guion original               | Pablo Trapero                             | Nominado  | [ 24 ] |
| Premios Sur             | 24 de noviembre de 2015 | Mejor fotografía                   | Julián Apezteguía                         | Ganador   | [ 24 ] |
| Premios Sur             | 24 de noviembre de 2015 | Mejor dirección artística          | Sebastián Orgambide                       | Ganador   | [ 24 ] |
| Premios Sur             | 24 de noviembre de 2015 | Mejor diseño de vestuario          | Julio Suárez                              | Ganador   | [ 24 ] |
| Premios Sur             | 24 de noviembre de 2015 | Mejor sonido                       | Vicente D'Elia                            | Ganador   | [ 24 ] |
| Premios Sur             | 24 de noviembre de 2015 | Mejor maquillaje y caracterización | Araceli Farace                            | Nominada  | [ 24 ] |

### Premios Platino
| Año  | Categoría                                | Nominado                          | Resultado | Ref.   |
| 2016 | Mejor Película iberoamericana de ficción |                                   | Nominada  | [ 25 ] |
| 2016 | Mejor Dirección                          | Pablo Trapero                     | Nominado  |        |
| 2016 | Mejor Interpretación Masculina           | Guillermo Francella               | Ganador   | [ 26 ] |
| 2016 | Mejor Dirección de Arte                  | Sebastián Orgambide               | Nominado  |        |
| 2016 | Mejor Dirección de Sonido                | Vicente D´Elía, Leandro de Loredo | Nominado  |        |

### Participación en festivales de cine
| Festival                          | Fecha de evento                | Categoría                    | Premio            | Ref.   |
| --------------------------------- | ------------------------------ | ---------------------------- | ----------------- | ------ |
| Festival de Venecia               | 2 al 12 de septiembre de 2015  | León de Oro                  | Nominada          | [ 27 ] |
| Festival de Venecia               | 2 al 12 de septiembre de 2015  | León de Plata                | Ganador           | [ 27 ] |
| Festival de Toronto               | 10 al 20 de septiembre de 2015 | Platform                     | Mención honorable | [ 28 ] |
| Festival de San Sebastián         | 18 al 26 de septiembre de 2015 | Perlas                       | Nominada          | [ 29 ] |
| Festival de Fine Arts             | 1 al 14 de octubre de 2015     | Mejor película               | Ganador           | [ 30 ] |
| Festival de Fine Arts             | 1 al 14 de octubre de 2015     | Mejor director               | Ganador           | [ 30 ] |
| Festival de Fine Arts             | 1 al 14 de octubre de 2015     | Mejor actor                  | Ganador           | [ 30 ] |
| Miami International Film Festival | 22 al 23 de octubre de 2015    | Mención Especial del Público | Ganador           | [ 31 ] |